# هيروشي تسوتشيدا
هيروشي تسوتشيدا (土田大 تسوتشيدا هيروشي) هو ممثل ياباني ولد في 8 فبراير 1972 في طوكيو.

## أدواره في الأنمي

### مسلسلات أنمي تلفزيونية
- سول إيتر - ماساموني
- سكال مان - سكال مان
- بوسو رينكين - كينجو
- عسل و برسيم - كازوشي يامازاكي
- التنين الأزرق - Gilliam
- يوغي GX - دايمون
- ناروتو - نامياشي رايدو
- ناروتو شيبودن - رايدو نامياشي
- أولينسيس الفضي - جين
- ميجامان ستار فورس - آرون
- رايدباك - موناكاتا
- غوين ساغا - لينتز
- باكومان - مدرس اللغة اليابانية
- أوساغي دروب - دايكيتشي كاواتشي
- ماغي: The Labyrinth of Magic - الملك السابق
- هجوم العمالقة - غريشا ييغر
- أرجيفولون - أوكيو سامونجي
- فوون إيشين دايشوغن - ساكاموتو ريوما
- هل من الخطأ أن أسعى وراء الفتيات في متاهة؟ - غانيشا
- بوكيمون إكس/واي - بروفسور سيكامور
- لعبة الجوكر - الرقيب هونما
- بوبوكي بورانكي - غينما أسابوكي
- هايكيو!! الموسم الثاني - غو أكايساوا
- بطولات أرسلان - توس
- ماين ليب - غريفيث
- ون بيس - كابوتي، تشيكيتشيتا
- أوف سايد - غورو

### أوفا أنمي
- MURDER PRINCESS - دكتور أكاماشي
- سينت سيا: ذا لوست كانفاس - مورفيوس

## أدواره في ألعاب الفيديو
- كينجدوم هارتس 2 - ترون

## أدواره في الدبلجة اليابانية
- سيارات - برق بنزين
- سيارات 2 - برق بنزين
- غريز أناتومي - د.اليكس كاريف
- ازدراع - آرثر
- الموتى السائرون - ريك غرايمز
- حافة الهادي - يانسي بيكيت
- سلاحف النينجا (مسلسل 2012) - دوناتيلو
- المتحولون: عصر الانقراض - كيد ييغر

## وصلات خارجية
- هيروشي تسوتشيدا على موقع IMDb (الإنجليزية)
- هيروشي تسوتشيدا على موقع قاعدة بيانات الفيلم (الإنجليزية)
- هيروشي تسوتشيدا على موقع كينوبويسك (الروسية)
- هيروشي تسوتشيدا على موقع ANN person (الإنجليزية)